# Lonchoptera sapporensis
Espèce
Lonchoptera sapporensis est une espèce de diptères de la famille des Lonchopteridae.